# Мстивой I (князь Восточного Поморья)
Мстивой I (Мщуй I) (пол. Mściwój I gdański или Mszczuj I; род. ок. 1160, умер 1/2 мая 1219 или 1220) — правитель (namiestnik) Гданьска с 1205 г., представитель династии Собеславичей (Самборидов), сын князя Восточного Поморья Собеслава I. Получил в управление Гданьск после смерти старшего брата — Самбора I.
Мстивой I стремился проводить независимую от польских королей политику. За время его правления территория Восточного Поморья увеличилась за счет присоединения ряда земель.
После крестового похода датского короля Вальдемара II против пруссов (1210 г.) Мстивой I признал себя вассалом Дании, но уже в следующем году восстановил независимость своего княжества.
Перед смертью Мстивой I разделил свои владения между сыновьями. Святополк получил Гданьск, Вартислав — южную часть Поморья с городами Свеце и Меве, Самбор унаследовал Любишево, Рацибор — западную часть княжества с резиденцией в Бялограде.
Мстивой был женат на Звниславе (ум. 1240), которая была дочерью великого князя Мешко III Старого. У них было 8 детей:
- Мирослава (ок.1190-1233/40) — с ок. 1205 жена герцога Померании Богуслава II
- Святополк II Померанский (до 1195—1266) — князь Восточного Поморья с 1227
- Ядвига (ок.1200-1249) — жена князя Великой Польши Владислава Одонича
- Витослава — аббатиса монастыря в Жуково
- Вартислав (после 1195—1227/33) — князь Шветцкий с 1227
- Самбор II (1211/12-1276/78) — в 1233—1269 князь любишевский
- Рацибор (1212—1272) — князь Бялограда в 1233—1262
- Милослава — монахиня монастыря в Жуково